# 플랫라이너 (영화)
《플랫라이너》(영어: Flatliners)는 2017년 미국의 SF 심리 공포 영화로, 조엘 슈마커 감독, 줄리아 로버츠 주연의 1990년 영화 《유혹의 선》을 리메이크했다. 닐스 아르덴 오플레우가 연출하고, 벤 리플리가 각색했으며, 엘리엇 페이지, 디에고 루나, 니나 도브레브, 제임스 노턴, 키어시 클레먼스, 키퍼 서덜랜드 등이 출연한다.

## 출연
- 니나 도브레브 - 말로 역
- 엘런 페이지 - 코트니 홈스 역
- 디에고 루나 - 레이 역
- 제임스 노턴 - 제이미 역
- 키어시 클레먼스 - 소피아 매닝 역
- 키퍼 서덜랜드 - 배리 울프슨 의사 / 넬슨 라이트 역
- 보 머초프 - 브래드 역
- 샬럿 매키니 - 올리비아 역
- 스티브 바이어스 - 말로의 오빠 역

## 기타 제작진
- 총괄 제작: 데이비드 블랙먼